# Hermann Röhl
Hermann Röhl (* 4. Februar 1851 in Wittstock; † 2. Juni 1923 in Berlin-Zehlendorf) war ein deutscher Altphilologe, Gymnasiallehrer und Übersetzer. Er übersetzte eine Vielzahl meist klassischer russischer Werke. 

## Leben und wissenschaftliches Werk
Hermann Röhl, Sohn eines Lehrers, besuchte die Realschule in Graudenz und das Gymnasium in Marienburg. Ab 1869 studierte er an der Universität Berlin Klassische und deutsche Philologie und wurde dort 1869 promoviert. Nach dem Staatsexamen 1870 wurde er zunächst Probelehrer am Gymnasium Graudenz, dann am Joachimsthalschen Gymnasium in Berlin, wo er auch ordentlicher Lehrer wurde. 1878 wechselte er als Oberlehrer an das Askanischen Gymnasium in Berlin, 1883 wurde er Direktor des Gymnasiums in Königsberg in der Neumark, 1888 Direktor des Domgymnasiums in Naumburg und ab Mai 1892 Direktor des Domgymnasiums in Halberstadt, 1907 trat er in den Ruhestand.
Er forschte zunächst vor allem zur griechischen Epigraphik.
- Quaestionum Homericarum specimen. Dissertation Berlin 1869.
- Schedae epigraphicae. Berlin 1876.
- Beiträge zur griechischen Epigraphik. Dräger, Berlin 1876 (Digitalisat).
- Inscriptiones graecae antiquissimae praeter atticas in Attica reperta. Kgl. Preussische Akademie der Wissenschaften, Reimer, Berlin 1882 (Digitalisat).
- Imagines inscriptionorum Graecorum antiquissimarum. In usum scholarum. Reimer, Berlin 1883 (Digitalisat).

## Übersetzer aus dem Russischen
Röhls Übersetzungen zeichnen sich nicht nur durch den hohen wissenschaftlichen Standard aus (z. B. ersichtlich durch Manuskriptrecherchen zum Werk „Die toten Seelen“ von Gogol, das teils in mehreren Varianten und insgesamt unvollständig vorliegt), sondern auch durch umfangreiches Hintergrundwissen, da beispielsweise häufig alte russische (Militär-)Begriffe bzw. heute nicht mehr bekannte Gegenstände beschrieben werden.
Nachgewiesen sind die Übersetzungen folgender Werke:
| Jahr | Autor                             | Werk                                        | Gattung   |
| ---- | --------------------------------- | ------------------------------------------- | --------- |
| 1912 | Fjodor Michailowitsch Dostojewski | Schuld und Sühne                            | Roman     |
| 1913 | Iwan Sergejewitsch Turgenew       | Asja                                        | Erzählung |
| 1913 | Iwan Sergejewitsch Turgenew       | Faust                                       | Erzählung |
| 1913 | Lew Nikolajewitsch Tolstoi        | Anna Karenina                               | Roman     |
| 1913 | Lew Nikolajewitsch Tolstoi        | Der Leinwandmesser                          | Erzählung |
| 1913 | Lew Nikolajewitsch Tolstoi        | Herr und Knecht                             | Erzählung |
| 1916 | Lew Nikolajewitsch Tolstoi        | Krieg und Frieden                           | Roman     |
| 1919 | Anton Pawlowitsch Tschechow       | Eine langweilige Geschichte                 | Erzählung |
| 1919 | Fjodor Michailowitsch Dostojewski | Der Spieler                                 | Roman     |
| 1919 | Lew Nikolajewitsch Tolstoi        | Die Kosaken                                 | Erzählung |
| 1920 | Fjodor Michailowitsch Dostojewski | Der Idiot                                   | Roman     |
| 1921 | Fjodor Michailowitsch Dostojewski | Arme Leute                                  | Roman     |
| 1921 | Fjodor Michailowitsch Dostojewski | Aufzeichnungen aus einem Totenhaus          | Roman     |
| 1921 | Fjodor Michailowitsch Dostojewski | Aufzeichnungen aus dem Dunkel der Großstadt | Erzählung |
| 1921 | Fjodor Michailowitsch Dostojewski | Bobok                                       | Erzählung |
| 1921 | Fjodor Michailowitsch Dostojewski | Das Gut Stepantschikowo und seine Bewohner  | Roman     |
| 1921 | Fjodor Michailowitsch Dostojewski | Das Krokodil                                | Erzählung |
| 1921 | Fjodor Michailowitsch Dostojewski | Der Bettelknabe                             | Erzählung |
| 1921 | Fjodor Michailowitsch Dostojewski | Der Doppelgänger                            | Roman     |
| 1921 | Fjodor Michailowitsch Dostojewski | Der ehrliche Dieb                           | Erzählung |
| 1921 | Fjodor Michailowitsch Dostojewski | Der lebenslängliche Ehemann                 | Erzählung |
| 1921 | Fjodor Michailowitsch Dostojewski | Der Traum eines lächerlichen Menschen       | Erzählung |
| 1921 | Fjodor Michailowitsch Dostojewski | Die Sanfte                                  | Erzählung |
| 1921 | Fjodor Michailowitsch Dostojewski | Die Teufel                                  | Roman     |
| 1921 | Fjodor Michailowitsch Dostojewski | Die Wirtin                                  | Erzählung |
| 1921 | Fjodor Michailowitsch Dostojewski | Die fremde Frau und der Mann unter dem Bett | Erzählung |
| 1921 | Fjodor Michailowitsch Dostojewski | Ein kleiner Held                            | Erzählung |
| 1921 | Fjodor Michailowitsch Dostojewski | Ein Roman in neun Briefen                   | Erzählung |
| 1921 | Fjodor Michailowitsch Dostojewski | Ein schwaches Herz                          | Erzählung |
| 1921 | Fjodor Michailowitsch Dostojewski | Ein unangenehmes Erlebnis                   | Erzählung |
| 1921 | Fjodor Michailowitsch Dostojewski | Eine Silvesterfestlichkeit und eine Trauung | Erzählung |
| 1921 | Fjodor Michailowitsch Dostojewski | Erniedrigte und Beleidigte                  | Roman     |
| 1921 | Iwan Sergejewitsch Turgenew       | Erste Liebe                                 | Erzählung |
| 1921 | Iwan Sergejewitsch Turgenew       | Frühlingsfluten                             | Erzählung |
| 1921 | Fjodor Michailowitsch Dostojewski | Helle Nächte                                | Erzählung |
| 1921 | Fjodor Michailowitsch Dostojewski | Herr Prochartschin                          | Erzählung |
| 1921 | Fjodor Michailowitsch Dostojewski | Onkelchens Traum                            | Erzählung |
| 1921 | Fjodor Michailowitsch Dostojewski | Polsunkow                                   | Erzählung |
| 1921 | Fjodor Michailowitsch Dostojewski | Werdejahre                                  | Roman     |
| 1923 | Fjodor Michailowitsch Dostojewski | Aufzeichnungen aus dem Kellerloch           | Roman     |
| 1923 | Iwan Alexandrowitsch Gontscharow  | Oblomow                                     | Roman     |
| 1923 | Lew Nikolajewitsch Tolstoi        | Kindheit                                    | Sachbuch  |
| 1923 | Nikolai Wassiljewitsch Gogol      | Die toten Seelen                            | Roman     |
| 1924 | Lew Nikolajewitsch Tolstoi        | Auferstehung                                | Roman     |
| 1924 | Fjodor Michailowitsch Dostojewski | Die Brüder Karamasow                        | Roman     |
| 1928 | Lew Nikolajewitsch Tolstoi        | Familienglück                               | Roman     |

## Übersetzer aus dem Lateinischen
- Die Satiren u. Episteln des Horaz. In deutscher Prosa von Hermann Röhl. G. Grote Verlag, Berlin 1917.